# Сколково (Филинська сільрада
Сколково (рос. Сколково) — присілок в Вачському районі Нижньогородської області Російської Федерації.
Населення становить 38 осіб. Входить до складу муніципального утворення Филінська сільрада.

## Історія
Від 2009 року входить до складу муніципального утворення Филінська сільрада.

## Населення
| 1859 | 1905 | 1926 | 1999 | 2002 | 2010 |
| ---- | ---- | ---- | ---- | ---- | ---- |
| 267  | ↗425 | ↘376 | ↘42  | ↘41  | ↘38  |